# Szumów
Szumów is een plaats in het Poolse district  Puławski, woiwodschap Lublin. De plaats maakt deel uit van de gemeente Kurów en telt 148 inwoners.